# Mjörn (sjö)
Mjörn är en insjö i Västergötland, delad mellan Alingsås och Lerums kommuner och ingår i Göta älvs huvudavrinningsområde. Sjön är 48 meter djup, har en yta på 54,5 kvadratkilometer och befinner sig 57,1 meter över havet.

## Om sjön
Mjörn är 55 km² stor och har ett maximalt djup på 48 meter. Som längst är den 16 km och som bredast 7 km. Detta gör den till Västergötlands näst största sjö som ligger helt och hållet inom landskapet (efter Unden). Sjön ligger 58 m över havet. I Mjörn finns omkring 60 öar som är namngivna. Vid sjöns östra strand ligger Alingsås och Västerbodarna och vid den västra Sjövik och Björboholm. Sjön är ej reglerad fullt ut, varför vattenståndet kan variera ganska kraftigt. Även dess isar och vindar är ganska oförutsägbara. Mjörn avvattnas av Säveån.
Dess tillflöden är bland annat från sjön Anten och Ålandasjön i norr och Säveån genom Alingsås. Dess utflöde är främst i Solveden tillika kraftverket i Norsesund. Den fortsätter sedan i sjön Sävelången, Säveån igenom Lerums och Partille kommuner och ut i Göta älv i Göteborg.
Runt Mjörn finns flera värdefulla biologiska, geologiska och kulturhistoriska områden.

### Fiskar
Mjörn är en mycket fiskrik sjö. Fiskekort krävs. Hittills har arton olika arter identifierats. Bland dessa märks mer ovanliga arter som bergsimpa, nejonöga och den speciella Mjörnöringen. De andra är gädda, abborre, gös, ål, braxen, mört, id, sutare, lake, småspigg, gärs, siklöja och nors.  Ett lokalt rykte i Alingsåstrakten gör gällande att sjön även skulle hysa den sällsynta malen, men detta har aldrig bekräftats
Vid provfiske har abborre, braxen, gärs, gädda, gös, id, lake, mört, nors, siklöja och sutare fångats i sjön

### Fågelliv
Mjörn bjuder också på ett rikt fågelliv. Här finns rent maritima arter som normalt inte alls hör hemma i insjömiljö som t.ex. havstrut, strandskata och ejder. I flyttningstider passerar otaliga fågelsträck över Mjörn. Exempel på häckande sjöfåglar är storlom, fiskgjuse, mindre strandpipare, småskrake och havstrut. Ett antal fågelskyddsområden har inrättas i Mjörn.

### Öar i Mjörn
Samtliga öar i Mjörn är områden med höga naturvärden. Flera små öar utgör fågelskyddsområden. Så sent som på 1950-talet bedrevs jordbruk på fyra av sjöns största öar. Nu finns det två fasta boende, dels på Bokö, dels på Kärleken.

### Sjöfart
År 1987 bildades den ideella föreningen ”Mjörns Sjökortsförening” i syfte att skapa tillförlitliga sjökort över Mjörn och att sköta utprickningen av en farled över sjön. Sedan dess har föreningen byggt fem nya fyrar vid sjön, förutom fyren ”Alingsås angöring” som fanns sedan tidigare, samt gett ut sju utgåvor sjökort.

## Delavrinningsområde
Mjörn ingår i delavrinningsområde (642512-129848) som SMHI kallar för Utloppet av Mjörn. Medelhöjden är 81 meter över havet och ytan är 155,69 kvadratkilometer. Räknas de 46 avrinningsområdena uppströms in blir den ackumulerade arean 1 115,33 kvadratkilometer. Säveån som avvattnar avrinningsområdet har biflödesordning 2, vilket innebär att vattnet flödar genom totalt 2 vattendrag innan det når havet efter 46 kilometer. Avrinningsområdet består mestadels av skog (41 %). Avrinningsområdet har 55,73 kvadratkilometer vattenytor vilket ger det en sjöprocent på 35,8 %. Bebyggelsen i området täcker en yta av 8,65 kvadratkilometer eller 6 % av avrinningsområdet.

## Användningsområden
Mjörn är populär som badsjö, båt- och fiskesjö. Såväl Alingsås Segelsällskap och Alingsås sjöscoutkår liksom Mjörns Motorbåtsällskap huserar på sjön. Mjörns Ångbåtsförening bedriver trafik med ångbogserbåten S/S Herbert, byggd 1905. Sportfisket kontrolleras av Alingsås Sportfiskeförening. År 1996 arrangerades SM i pimpelfiske på Mjörn. Cykeltävlingen Mjörn Runt arrangeras årligen, med start och mål i Alingsås. Exempel på andra föreningar som har anknytning till Mjörn är Föreningen Mjörn, Hjällnäs Båt- och Bryggförening, Mjörns Fiskevårdsområdesförening, Föreningen Mjörnbygden och Björboholms Segelsällskap.
Att miljön runt sjön är attraktiv, visar den ökade efterfrågan på tomter och stora husbyggnationer i Alingsås – man lockar med ”storslagen utsikt över sjön Mjörn”. Även de gamla anrika stora gårdarna Bryngenäs, Öijared, Östad och Vikaryd är värda att nämnas.
I samband med järnvägens tillkomst byggdes tidstypiska sommarbostäder. Utefter både Västra stambanan, vars första spadtag togs i Lövekulle utanför Alingsås, och Västgötabanan utvecklades byarna Björboholm, Västerbodarna och Skår, Lövekulle med sina stora fritidsvillor, som ägdes av förmögna köpmän oftast från Göteborg. Flera av dem finns fortfarande kvar utefter sjön Mjörns stränder.

## Namnet
Sjöns äldsta namn är Mior, och den omnämns redan i Västgötalagen (år 1350) som allmänningssjö. Enligt länsstyrelsen har Mjörn också klassificerats som en sjö med "särskilt högt naturvärde”, det vill säga högsta möjliga klassning.

## Historia
Det finns många fornlämningar runt sjön och på öar och fornfynd har funnits på stränder och öar. Flera utgrävningar har gjorts på Risön och man har funnit föremål från stenåldern (3000–1800 f.Kr.).
Vid Brobacka naturum i norra Mjörn finns Skandinaviens största jättegrytfält, varav den största mäter ca 18 m i diameter. Det påminner om den tid, då inlandsisen täckte området. Smältvattnets stora framfart igenom den trånga passagen i Brobacka drog med sig stora stenar, som formade de enorma grytorna.
Mjörn har varit en del av Västerhavet och man kan idag än finna rester från denna tid, bland annat så kallade glacialmarina relikter, räkor som anpassat sig till sötvatten och snäckskal från havssnäckor.

## Gränser
- Riksgränsen till Danmark gick här efter freden i Knäred åren 1613–1619
- Sockengränsen mellan Hemsjö, Stora Lundby och Östad
- Häradsgräns mellan Ale, Vättle och Kulling
- Kommungräns mellan Lerum och Alingsås
- Stiftsgräns mellan Skara och Göteborg